# Lietuvos bibliotekininkų draugija
Lietuvos bibliotekininkų draugija (pol. Stowarzyszenie Bibliotekarzy Litewskich) LBD – ogólnolitewska organizacja pozarządowa o charakterze naukowym i zawodowym środowiska bibliotekarskiego z siedzibą w Wilnie. Zrzesza bibliografów, badaczy bibliologii i informatologii.

## Historia
Stowarzyszenie zostało założone w 1931 roku przez Vaclovasa Biržiškę, mając na celu poprawę stanu bibliotekarstwa na Litwie. W 1936 roku stowarzyszenie zostało przyjęte do Międzynarodowego Związku Bibliotekarzy (obecnie IFLA). W 1941 roku zakończyło swoją działalność, jednak w 1989 roku została ona reaktywowana. Rok później stowarzyszenie zostało ponownie włączone w IFLA.

## Prezydenci
Stowarzyszenie w kolejnych latach było prowadzone przez:
- 1931–1941 prof. Vaclovas Biržiška,
- 1989–1992 Vytautas Rimša,
- 1992–1995 prof. Domas Kaunas,
- 1995–1998 Emilija Banionytė,
- 1998–2001 Rima Gražienė,
- 2002–2005 Petras Zurlys,
- 2005–2007 Vida Garunkštytė,
- 2008–2010 Petras Zurlys,
- 2011–2016 Alina Jaskūnienė,
- od 2016 Jolita Steponaitienė.